# إدواردو ماتيو
إدواردو ماتيو (بالإسبانية: Eduardo Mateo)‏ هو عازف قيثارة وملحن وكاتب أغاني أوروغواياني، ولد في 19 سبتمبر 1940 في مونتفيدو في الأوروغواي، وتوفي بنفس المكان في 16 مايو 1990 بسبب سرطان.

## وصلات خارجية
- إدواردو ماتيو على موقع ميوزك برينز (الإنجليزية)
- إدواردو ماتيو على موقع ديسكوغز (الإنجليزية)